# Domício Proença Filho
Domício Proença Filho (Rio de Janeiro, 25 de janeiro de 1936) é um professor e pesquisador em língua portuguesa e literatura brasileira.
É doutor em letras e livre-docente em literatura brasileira pela Universidade Federal de Santa Catarina e bacharel e licenciado em letras neolatinas pela antiga Faculdade Nacional de Filosofia da Universidade do Brasil. Com curso de especialização em Língua e Literatura Espanhola. Fez curso ginasial e curso clássico no Colégio Pedro II - Internato. Curso primário na Escola Joaquim Manuel de Macedo, na Ilha de Paquetá, onde viveu sua infância e adolescência.
É titular de Literatura Brasileira e professor emérito da Universidade Federal Fluminense, aposentado após 38 anos de trabalho docente nos cursos de graduação e de pós-graduação. Atuou  em inúmeros outros estabelecimentos de ensino médio e superior no Brasil e no exterior.

## Publicações

### Obras didático-pedagógicas
- Estilos de Época na Literatura. 20.ª ed. rev. São Paulo: Prumo, 2012.
- A Linguagem Literária. 8.ª ed. rev. São Paulo: Ática, 2007.
- Pós-Modernismo e Literatura. 3.ª ed. São Paulo: Ática, 1999. (Esgotado)
- Língua Portuguesa, Literatura Nacional e a Reforma do Ensino. Rio de Janeiro: Liceu, 1974. Esgotado.
- Um Romance de Adonias Filho (Uma leitura de Corpo vivo). Tese de Livre-Docência. Rio de Janeiro, 1974 (mimeo).
- Manual de estilo da Enciclopédia Século XX (circulação interna), 1969.
- Português e Literatura. Rio de Janeiro: Liceu, 1974. (Esgotado)
- Comunicação em Português. São Paulo: Ática, 1979. 4 vols. (Esgotado)
- Português. Rio de Janeiro: Liceu, 1969-70. 4 vols. (Esgotado)
- Comunicação em Português. Livro do Professor. São Paulo: Ática, 1979. 4 vols. (Esgotado)
- Noções de Gramática da Língua Portuguesa em tom de conversa. São Paulo: Editora do Brasil, 2003.
- Por Dentro das Palavras da Nossa Língua Portuguesa. 1.ª e 2.ª ed. Rio de Janeiro: Record, 2003.
- Língua Portuguesa, Comunicação, Cultura. 4 vols. São Paulo: Ed. do Brasil, 2004.
- Roteiro de Dom Casmurro. Em fase de pré-publicação.
- Nova Ortografia da Língua Portuguesa - Guia prático. Rio de Janeiro: Ed. Record, 2009.
- Nova ortografia-Manual de consulta. Rio de Janeiro: Ed.Record, 2013.
- Muitas línguas, uma língua − A trajetória do português brasileiro. Editora José Olympio, 2017.

### Poesia
- O Cerco Agreste. Belo Horizonte: Comunicação, 1979. (Esgotado)
- Dionísio Esfacelado (Quilombo dos Palmares). Rio de Janeiro: Achiamé, 1984. (Esgotado)
- Oratório dos Inconfidentes. 1.ª e 2.ª ed. Rio de Janeiro: Leo Christiano Ed. 1989. Ilustrado com inéditos de Portinari. (Esgotado)
- O risco do jogo. São Paulo: Prumo, no prelo.

Vários poemas integrantes dessas obras, traduzidos para o italiano, figuram em antologia organizada por Sílvio de Castro.

### Ficção
- Breves estórias de Vera Cruz das Almas. Rio de Janeiro: Fractal, 1991. 1.º lugar no Concurso Literário da Secretaria de Cultura e da Fundação do Distrito Federal, 1990. Esgotado.
- Estórias da Mitologia – O cotidiano dos deuses. Rio de Janeiro: Leviatã, 1995.Uma extravagância ficcional. Esgotado.
- Capitu – Memórias Póstumas. Romance. Rio de Janeiro: Artium, 1998. 2.ª ed., outubro de 1999. 3.ª ed., 2005.
- Eu, Zeus. Narrativa ficcional. São Paulo: Global, 2000. 2.ª ed. 2005.
- Nós, as deusas do Olimpo. São Paulo: Global, 2000. 2.ª ed. 2005.
- Os Deuses, menos o Pai. São Paulo: Global, 2000. 2.ª ed. 2005.
- Capitù – Memorie postume. Cagliari: Fabula, 2006.Trad e Pref. de Guia Boni.
- Capitu - Memórias Póstumas. Texto para Leitura dramatizada. 2008.

### Cinema
- Conceito e definição de conteúdo do filme "Português, a língua do Brasil", dirigido por Nelson Pereira dos Santos, produzido pela Moviarte.

### Televisão
Conceito, texto e a apresentação da Série de programas LER e RELER ,produzida pelo CIEE para  a UTV. (20 programas) 2009. 

### Textos publicados em obras coletivas
- Enciclopédia Século XX. Rio de Janeiro: Expressão e Cultura / J. Olympio, 1971. Verbetes e monografias das áreas de Teoria Literária e de Literatura Brasileira.
- CASTRO Sílvio, dir. História da Literatura Brasileira. Lisboa: Alfa, 1999, vol. 2. 5 capítulos: sobre Manuel Antônio de Almeida; Bernardo Guimarães; Visconde de Taunay; Aluísio Azevedo; Graça Aranha e a continuidade da prosa impressionista.
- MOTA, Lourenço Dantas & ABDALLA JR., Benjamin, org. Personae – Grandes Personagens da Literatura Brasileira. São Paulo: Editora SENAC São Paulo, 2001: Capitu, a moça dos olhos de água.
- SANT’ANNA, Afonso Romano de et al. Brasilianische Literatur: Einzgartig und umfassend – Brazilian Literature: Singular and Plural – Literatura Brasileira: Singular e Plural. São Paulo: Câmara Brasileira do Livro, 1994. Panorama da Literatura Brasileira do Século XVI ao Século XX. 1994.

### Alguns Ensaios

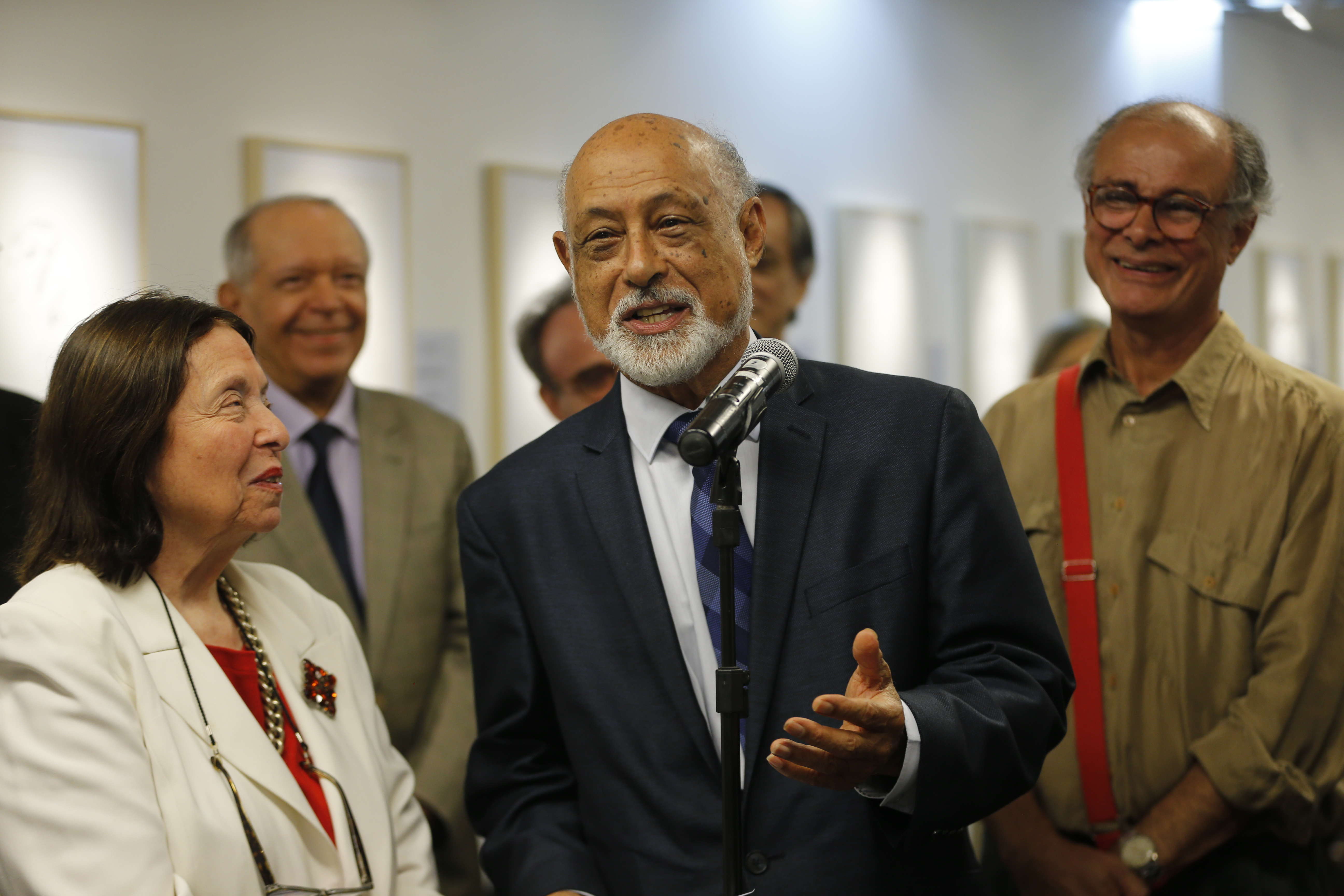
Domício Proença Filho e Nélida Piñon inauguram a exposição de caricaturas Patronos e Fundadores – 120 anos da Academia Brasileira de Letras

- A participação da literatura no processo abolicionista. Revista Tempo Brasileiro. Rio de Janeiro, 92/93, pp. 9-32, jan/jun. 1998.
- Permanência e atualidade de Machado de Assis. Letras e Artes. Ano III, n.º 4, pp. 3-4. Rio de Janeiro, ago. 1989.
- Poesia brasileira contemporânea: percursos contemporâneos. Letras e Artes. Ano III, n.º 5, pp. 1-2. Rio de Janeiro, set. 1989.
- Jorge Amado, do Brasil. Exu, n.º 16-17, jul.-ago.-set.-out., pp. 34-37. Casa de Jorge Amado, 1990.
- Atualidade da ficção do brasileiro Machado de Assis. Rassegna Iberística, n.º 37, pp. 23-29, Milano: Cisalpino, 1990.
- O estudo sócio-histórico do texto literário e a Literatura Brasileira. In: REIS, Roberto. Sociology and Criticism: Selected Procedures of the conference “Luso-Brazilian Literatures. A Social-Critical Approach”. Arizona State University. Center for Latin American Studies, 1991, pp. 1-20.
- Uma leitura de “Graciliano Ramos”, o poema de João Cabral de Melo Neto. In: Range Rede. Revista de Literatura. Rio de Janeiro, Ano I, n.º 0, 1994.
- La república de las letras de Nélida Piñon. In: El Urogallo. Revista literária y cultural. Madrid, n.º 110/111, jul.-ago. 1995, pp. 73-77.
- Incursões para além da pele. Prefácio do livro de poemas Incursões sobre a Pele, de Nei Lopes. Rio de Janeiro: Artium, 1996.
- Pioneirismo e sertão em D. Guidinha do poço. Estudo introdutório do romance do mesmo nome, de Manoel de Oliveira Paiva, edição Artium, 1997.
- O Filho do Pescador – o primeiro romance brasileiro, estudo introdutório do romance de Teixeira e Sousa, edição Artium, 1997.
- “Rubem Braga, Mestre da Crônica”. In: Um cartão de Paris. De Rubem Braga. 1999.
- “Prefácio”. In: Aventuras, coletânea de crônicas de Rubem Braga. 2000.
- Eduardo Portella, o humanizador das palavras. Revista Tempo Brasileiro, 151: 45/55, out/dez.2002.
- Eduardo Portella – perfil biobibliográfico. In: Homenagem a Eduardo Portella. Rio de Janeiro: Academia Brasileira de Letras, 2003. Coleção Austregésilo de Athayde, vol. 15, pp. 89-135.
- A trajetória do negro na literatura brasileira. In: Estudos Avançados – Revista do Instituto de Estudos Avançados da Universidade de São Paulo. Vol. 18, n.º 50, jan.-abr. 2004.
- Uma biografia romanceada. Prefácio. In: AMADO, Jorge. ABC de Castro Alves.São Paulo: Cia. Das Letras, [2010]
- Ganga-Zumba: a saga dos quilombolas de Palmares. Prefácio. In: SANTOS, João Felício dos. Ganga- Zumba. Rio de Janeiro: J. Olympio [2009]
- Pureza: estação de passagem. Prefácio. In: REGO, José Lins do. Pureza. Rio de Janeiro: J. Olympio [2010]
- Um olhar agudo sobre arte e literatura. Resenha crítica do livro de Alberto da Costa e Silva, O quadrado amarelo.São Paulo: Imprensa Oficial do Estado de São Paulo: Imprensa Oficial do Estado de São Paulo. In: Revista de Estudos Avançados da USP.

### Obras organizadas
- Os Melhores Contos de Machado de Assis. 13ª. ed. São Paulo: Global, 2001.
- Ofícios Perigosos. Antologia de contos de Edilberto Coutinho. Porto Alegre: Mercado Aberto, 1998. Esgotado.
- A poesia dos Inconfidentes. Rio de Janeiro: Nova Aguilar, 1996. 2ªª. ed. 2002. (Reúne, pela primeira vez num único volume, a obra completa de *Tomás Antônio Gonzaga, Cláudio Manuel da Costa e Alvarenga Peixoto.)
- Pequena Antologia Didática de Rubem Braga. Rio de Janeiro: Record, 2.ª ed. 1997. 6.ª ed. 2001.
- Um cartão de Paris. Rio de Janeiro: Record, 1997. (Último livro de crônicas de Rubem Braga.)
- Aventuras, de Rubem Braga. Rio de Janeiro: Record, 2000.
- O Livro do Seminário da 1.ª Bienal Nestlé de Literatura Brasileira. São Paulo, L/R Ed. 1982. Esgotado.
- Literatura Brasileira: Ensaios I: crônica, teatro, crítica. São Paulo: Norte, 1986. Esgotado.
- Literatura Brasileira: Ensaios II: romance, conto, poesia. São Paulo: Norte, 1986. Esgotado.
- Novas Seletas. João Ubaldo Ribeiro. Rio de Janeiro: Nova Fronteira, 2004.
- Concerto a Quatro vozes. Poemas de Adriano Espínola, Antonio Cícero, Marco Luchesi e Salgado Maranhão. Rio de Janeiro: Record, 2006.
- Roteiros da poesia brasileira (org. Edla van Steen). O Arcadismo. São Paulo: Global, 2008.
- Consultor editorial, organizou, para a Editora Artium, edições de romances, entre os quais: O Filho do Pescador, de Teixeira e Sousa; D. Guidinha do Poço, de Manoel de Oliveira Paiva; Bom-Crioulo e A normalista, de Adolfo Caminha; A Menina Morta e Repouso, de Cornélio Pena; Macário, de Álvares de Azevedo; Os Bruzundangas de Lima Barreto, obras lançadas em 1997/1998/1999, todos com estudo introdutório.

### Pesquisas e projetos
- “Gramática da língua portuguesa revisitada”. Concluído. Base do livro Noções de Gramática da Língua Portuguesa em Tom de Conversa, lançado em 2003.
- “Língua portuguesa: usos e origens”. Base de livro em redação final.
- “Pós-modernismo e Literatura”. Base do livro publicado com o mesmo título, pela Editora Ática, 1991, 3.ª ed. 1999.
- “Manifestações da poesia brasileira contemporânea”. Iniciado em 1998. Resultados parciais: base do texto da exposição da Biblioteca Nacional na Feira Internacional do Livro de Frankfurt, 1995. Publicado; base do texto do livro Concerto a quatro vozes. Rio de Janeiro: Record, 2006.
- "Os acordos ortográficos e a Academia Brasileira de Letras". 2008

## Academia Brasileira de Letras
É o quinto ocupante da cadeira 28 da Academia Brasileira de Letras, eleito em 23 de março de 2006 na sucessão do acadêmico Oscar Dias Correia, e recebido em 28 de julho de 2006 pelo acadêmico Evanildo Bechara, Presidente da ABL 2016-2017.